# Niek Hoogveld
Niek Hoogveld (Wageningen, 24 maart 1999) is een Nederlandse voetballer, die bij voorkeur als centrale verdediger uitkomt.

## Clubcarrière
Hoogveld begon met voetballen bij RKSV Driel en speelde vanaf 2008 in de jeugdopleiding van N.E.C.
Op 15 maart 2019 debuteerde hij in de Eerste divisie tegen FC Den Bosch, na 84 minuten kwam hij in het veld voor Josef Kvída. In de winterstop van het seizoen 2019/20 werd Hoogveld wegens gebrek aan perspectief teruggezet naar het beloftenteam en medio 2020 liep zijn contract bij N.E.C. af. Hoogveld vervolgde zijn loopbaan bij USV Hercules dat uitkomt in de Derde divisie zondag. Medio 2022 ging Hoogveld naar Kozakken Boys in de Tweede divisie.

## Clubstatistieken
| Seizoen                            | Club            | Competitie      | Competitie | Competitie | Beker | Beker | Internationaal | Internationaal | Overig | Overig | Totaal | Totaal |
| Seizoen                            | Club            | Competitie      | Wed.       | Dlp.       | Wed.  | Dlp.  | Wed.           | Dlp.           | Wed.   | Dlp.   | Wed.   | Dlp.   |
| ---------------------------------- | --------------- | --------------- | ---------- | ---------- | ----- | ----- | -------------- | -------------- | ------ | ------ | ------ | ------ |
| 2017/18                            | N.E.C.          | Eerste Divisie  | 0          | 0          | 0     | 0     | —              | —              | 0      | 0      | 0      | 0      |
| 2018/19                            | N.E.C.          | Eerste Divisie  | 2          | 0          | 0     | 0     | —              | —              | 0      | 0      | 2      | 0      |
| 2019/20                            | N.E.C.          | Eerste Divisie  | 0          | 0          | 0     | 0     | —              | —              | 0      | 0      | 0      | 0      |
| Carrière totaal                    | Carrière totaal | Carrière totaal | 2          | 0          | 0     | 0     | 0              | 0              | 0      | 0      | 2      | 0      |
| Bijgewerkt tot en met 14 juni 2020 |                 |                 |            |            |       |       |                |                |        |        |        |        |

## Internationaal
Hoogveld doorliep de nationale jeugdelftallen van Nederland onder 15 tot en met 17.
| Jeugdinterlands van Niek Hoogveld | Jeugdinterlands van Niek Hoogveld | Jeugdinterlands van Niek Hoogveld | Jeugdinterlands van Niek Hoogveld | Jeugdinterlands van Niek Hoogveld | Jeugdinterlands van Niek Hoogveld |
| Datum                             | Wedstrijd                         | Uitslag                           | Soort Wedstrijd                   | Doelpunten                        |                                   |
| Als speler bij N.E.C.             | Als speler bij N.E.C.             | Als speler bij N.E.C.             | Als speler bij N.E.C.             | Als speler bij N.E.C.             | Als speler bij N.E.C.             |
| Oranje onder 16                   | Oranje onder 16                   | Oranje onder 16                   | Oranje onder 16                   | Oranje onder 16                   | Oranje onder 16                   |
| --------------------------------- | --------------------------------- | --------------------------------- | --------------------------------- | --------------------------------- | --------------------------------- |
| 14 april 2015                     | Nederland – Italië                | 1 – 0                             | Vriendschappelijk                 |                                   |                                   |
| 16 april 2015                     | Nederland – Italië                | 2 – 1                             | Vriendschappelijk                 |                                   |                                   |
| Oranje onder 17                   |                                   |                                   |                                   |                                   |                                   |
| 11 september 2015                 | Italië – Nederland                | 1 – 1                             | Vriendschappelijk                 |                                   |                                   |
| 13 september 2015                 | Duitsland – Nederland             | 2 – 2                             | Vriendschappelijk                 |                                   |                                   |
| 22 oktober 2015                   | Wales – Nederland                 | 1 – 2                             | EK-kwalificatie                   |                                   |                                   |
| 24 oktober 2015                   | Albanië – Nederland               | 0 – 5                             | EK-kwalificatie                   |                                   |                                   |
| 27 oktober 2015                   | Zwitserland – Nederland           | 4 – 1                             | EK-kwalificatie                   |                                   |                                   |
| 7 februari 2016                   | Portugal – Nederland              | 1 – 1                             | Vriendschappelijk                 |                                   |                                   |
| 9 februari 2016                   | Engeland – Nederland              | 0 – 2                             | Vriendschappelijk                 |                                   |                                   |
| 29 maart 2016                     | Duitsland – Nederland             | 0 – 1                             | EK-kwalificatie                   |                                   |                                   |